# Національна компанія залізничного транспорту (Алжир)
Національна компанія залізничного транспорту (фр. Société Nationale des Transports Ferroviaires, абревіатура SNTF; араб. الشركة الوطنية للنّقل بالسّكك الحديدية; англ. National Company for Rail Transport) — національний оператор залізниць Алжиру.
SNTF — державна компанія, на сьогодні має монополію на залізничну мережу Алжиром довжиною 3'973 км (2'469 mi), незважаючи на те, що наразі експлуатує тільки 3'572 км (2'220 mi).

Мапа мережі залізниць Алжиру, станом на 2014 р.

Із загальної мережі залізниць, 2'888 км (1'795 mi) є 1,435 мм (4 ft 8 1⁄2 in) стандартною колією (283 км або 176 миль з них електрифіковані) та 1'085 км (674 mi) є 1'055 мм (3 ft 5 1⁄2 in) вузької колії (станом на 2008 р.).

## Історія

### Початок

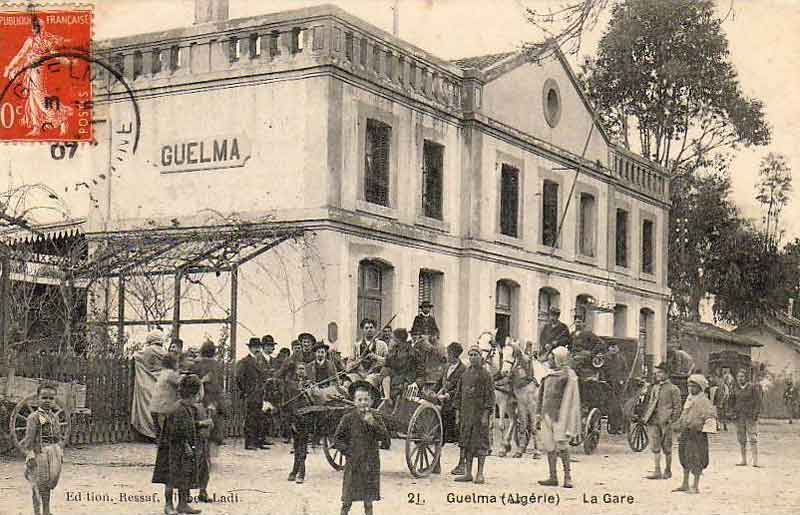
Люди збираються перед вокзалом у Гельмі (поштівка 19-го сторіччя)

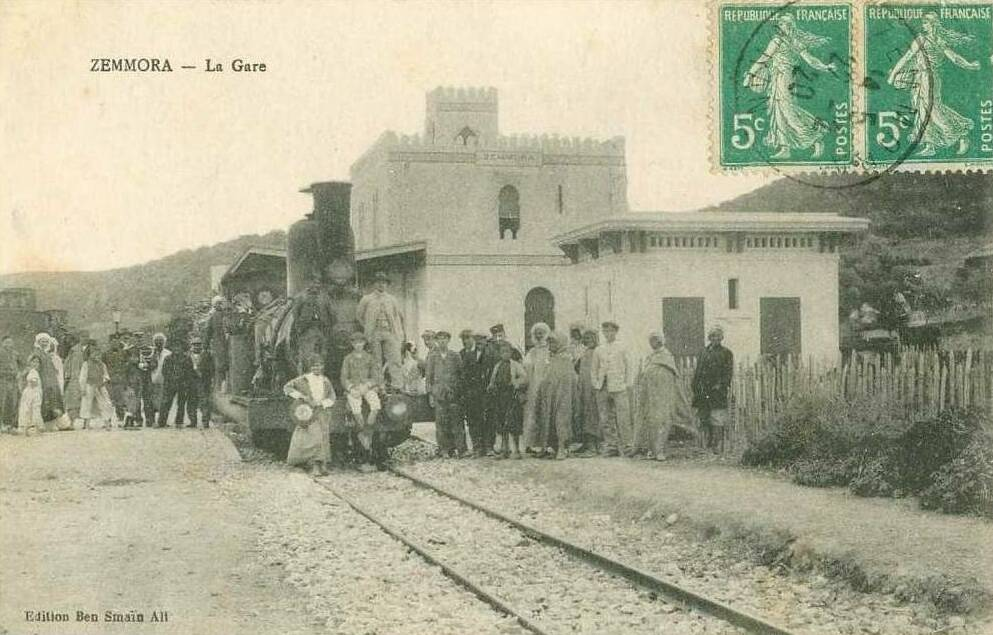
Станція Zemmora на лінії Мостаганем—Тіарет, перед 1962 р.

Історія залізниці в Алжирі починається з колонізації країни Францією. 8 квітня 1857 року декрет наказує створити 1'357 км (843 mi) залізниці. Почали будувати стандартною калією від міста Алжир до міста Бліда — 12 грудня 1859 року. Приватна Compagnie des chemins de fer algériens почала роботи на цій лінії за допомогою французької армії від 11 липня 1860 року. У той же час, компанія отримала дозвіл на створення лінії Оран—Сіг та лінії Константіна—Скікда, однак, через економічну скруту, тільки лінія Алжир—Бліда була закінчена, і відкрита для публіки 8 вересня 1862 року. Після цього 5-ть інших компаній починають створення нових ліній, це:
- La Compagnie[fr] des chemins de fer Bône–Guelma (BG)
- La Compagnie de l'Est Algérien[fr] (EA)  (Східний Алжир)
- La Compagnie Paris–Lyon–Méditerranée (PLM / PLMA[fr])
- La Compagnie de l'Ouest Algérien[fr] (OA)  (Західний Алжир)
- La Compagnie Franco–Algérienne[fr] (FA)

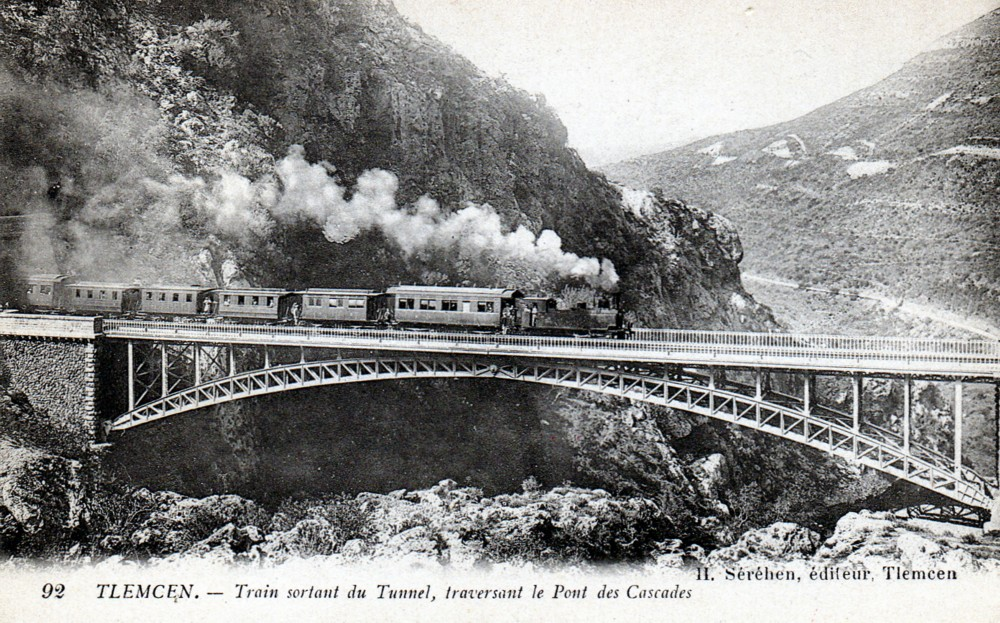
Потяг на мосту у Тлемсені

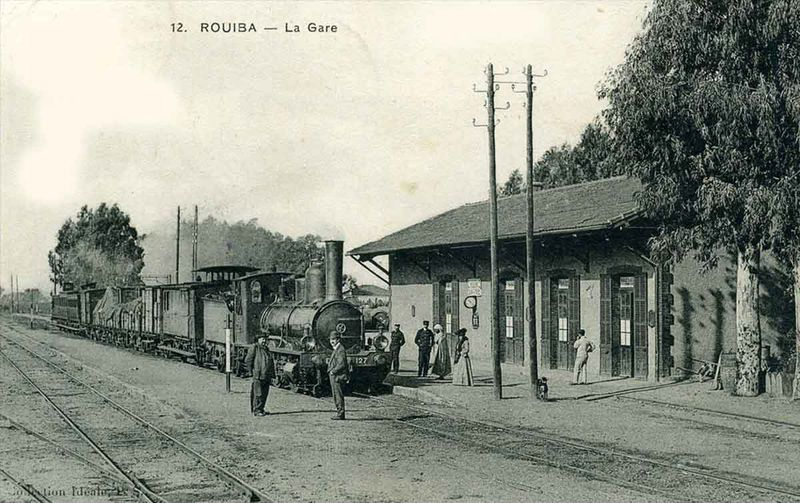
Станція Руїба на лінії до Константіна

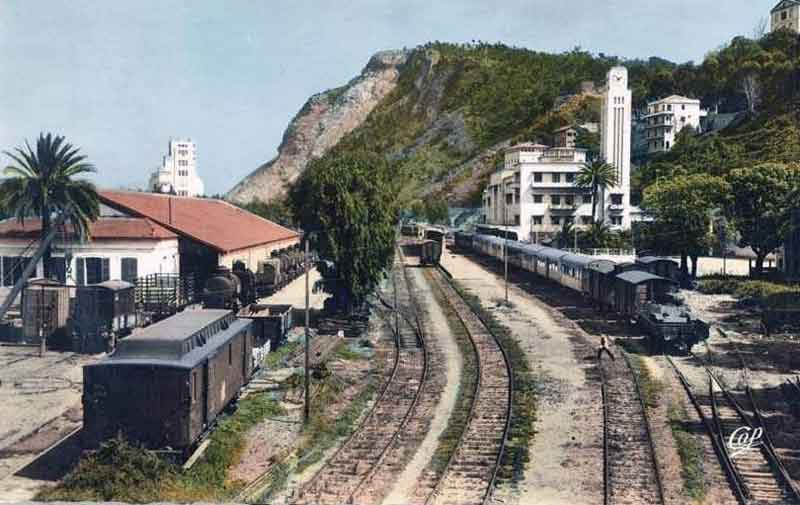
сортувальна станція Скікда (20те сторіччя)

У 1857—1878 роках такі гілки (або їх частини) були закінчені, в підсумку 1'365 км (848 mi), що більше, ніж первинні очікування:
- Annaba — Berrahal[fr]
- Annaba — Bouchegouf[fr] — Guelma
- El Khroub — Oued Zenati[fr]
- Constantine — Skikda
- Constantine — Sétif
- Algiers — Thénia
- Algiers — Oran
- Arzew[fr] — La Macta[fr] — Mohammedia[fr]
- Mohammadia[fr] — Mécheria[fr]
- Oued Tlélat[fr] — Sidi Bel Abbès

### Націоналізація

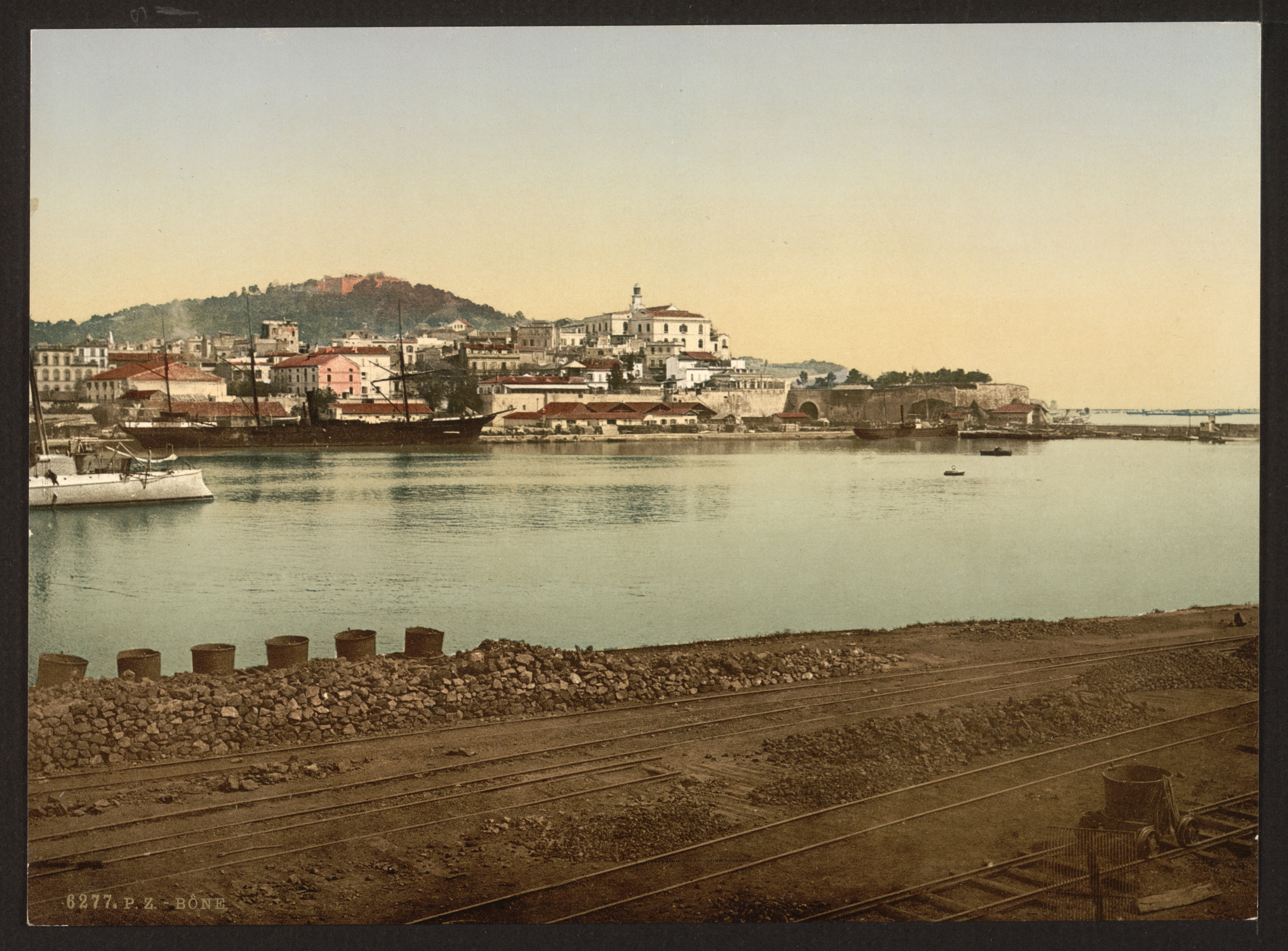
Бон, Алжир, 1899

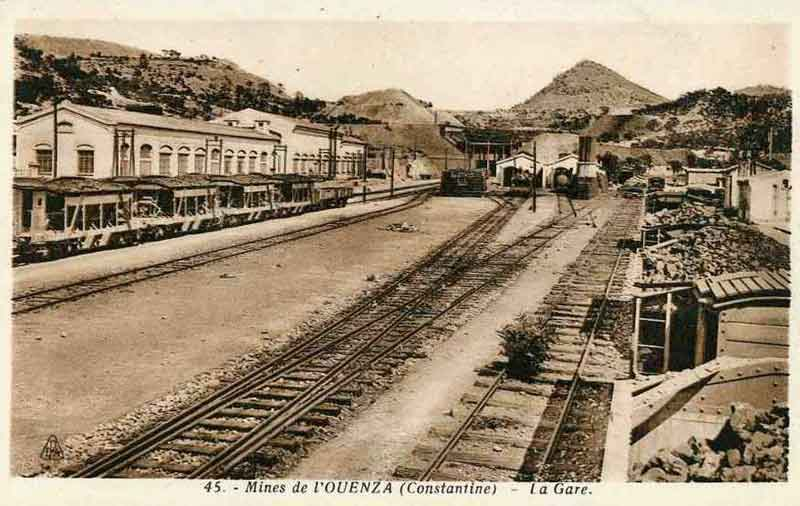
станція Ouenza, здебільшого для вантажів

Станція Agha в місті Алжир

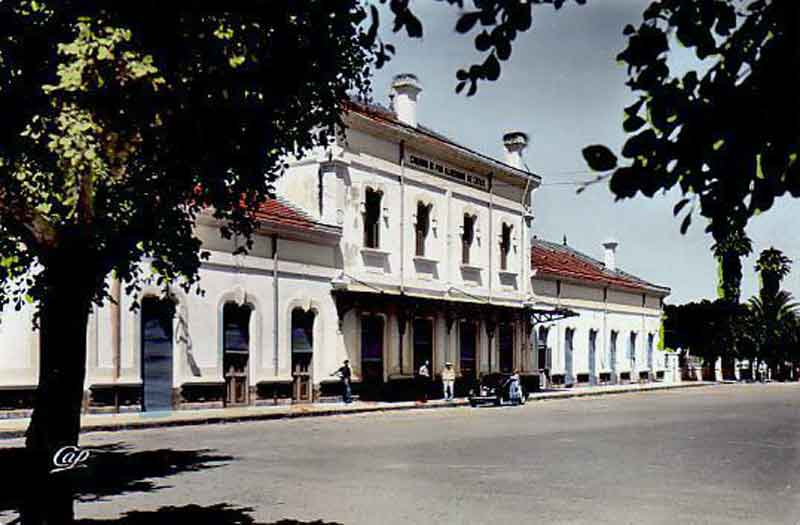
залізнична станція Mohammedia, (20-те сторіччя)

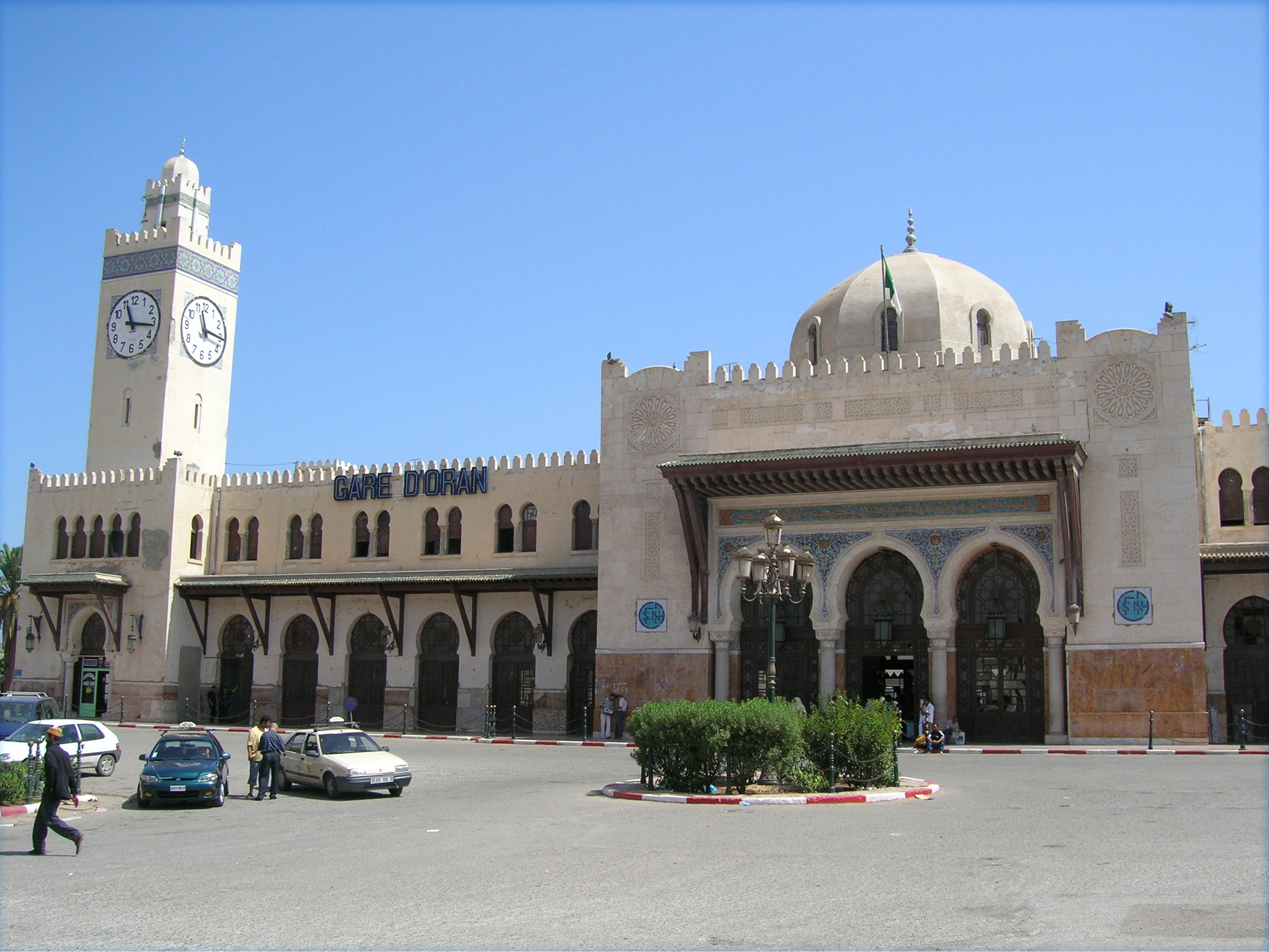
залізнична станція Оран

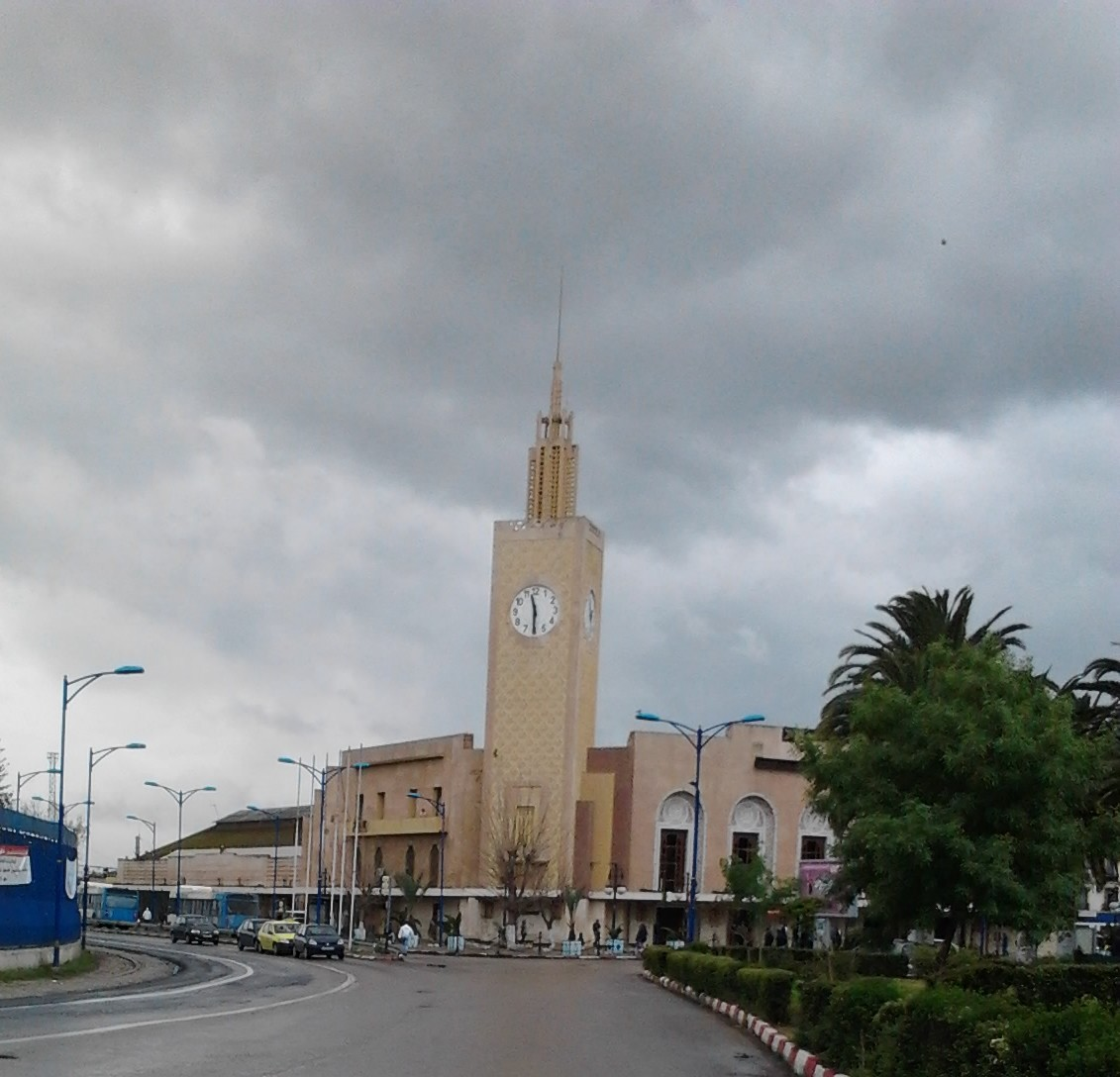
Вокзал міста Аннаба, до 1962 р. відомий як Бон (Bône)

Після 1879 року Франція розділила залізничні гілки що будуються на гілки місцевого інтересу та гілки загального інтересу, і тільки останні мали право на отримання державного фінансування. 18 липня 1879 декрет визначає рівень деяких гілок як «загального інтересу» для подальшіх замовлень на 1'747 км (1'086 mi) залізниць для подовження існуючої мережі.
У 1879—1906 роках, такі гілки (або їх частини) були закінчені, в підсумку 2'035 км (1'264 mi), яки знову перевищили первинні очікування:
- Souk Ahras — Tébessa — Le Kouif[fr] — туніський кордон
- Berrahal[fr] — Ramdane Djamel[fr]
- Ouled Rahmoune[fr] — Khenchela
- El Guerrah[fr] — Biskra
- Sétif — Thénia з додатковими гілками, що включають Tizi Ouzou, Béjaia та Sour El Ghozlane[fr]
- Blida — Berrouaghia[fr]
- Mostaganem — Relizane — Tiaret
- Oran — Arzew[fr]
- Es Sénia[en] — Aïn Témouchent
- Sidi Bel Abbès — Tlemcen — мороканський кордон
- Tabia[fr] — Crampel
- Méchéria[fr] — Béchar
- Tizi[fr] — Mascara

У 1946 році загальна мережа залізниць Алжиру простягається у загальній складності на 5'014 км (3'116 mi) гілок що експлуатуються, включно з гірчичними гілками; що в цілому набагато більше, ніж в поточної мережі. Через деякий час, приватні компанії були не в змозі підтримувати економічну стабільність, що привело Французький Уряд, до придбання Franco–Algérienne, l'Est Algérien, Bône–Guelma та l'Ouest Algérien у 1900, 1908, 1905 та 1920 роках відповідно.
27 вересня 1912 року державна Compagnie des Chemins de Fer Algériens de l'Etat (CFAE) бере в управління всі лінії, за винятком тих, які належать до Compagnie Paris–Lyon–Méditerranée (PLM). З 1 липня 1921 року CFAE і PLM погоджуються спільно керувати алжирською залізничною мережою, разом з PLM експлуатуються гілки Algiers—Oran, Oran—Aïn Témouchent, Sidi Bel Abbès—Tlemcen—Oujda—Crampel, Blida—Hassi Bahbah (іншими словами Західний Алжир), в той час як CFAE отримує все інше. 30 травня 1938 року обидві компанії були включені в недавно засновану компанію SNCF, яка обслуговує всі мережі залізниць Франції, а алжирська мережа стає регіональною.
1 січня 1939 року створюється Office des Chemins de Fer Algériens (OCFA) щоб спеціалізуватися на алжирській мережі.
30 червня 1959 року підписано угоду між Французьким Урядом і OCFA.
1 січня 1960 року створюється Société des Chemins de Fer Français en Algérie в результаті вищезгаданої конвенції, яка управляє залізницею до зміни на Société Nationale des Chemins de Fer Algériens (SNCFA) 16 червня 1963 року, через рік після незалежності Алжиру.

### Після Незалежності
Конвенція підтримується і після незалежності країни до 30 березня 1976 року, коли SNCFA ділиться на компанії:
- SNTF,  для експлуатації та технічного обслуговування ліній;
- SNERIF,  для оновлення та розширення мережі;
- SIF,  для проектування і модернізації інфраструктури.

Ця реорганізація повинна була покращити залізничну мережу та послуги в Алжирі, але, так як це не спрацювало, дві останні компанії ре-інтегруються в SNTF.
У 1980 році була підписана конвенція для відносин між Алжирською державою та SNTF, офіційно зветься Закон N° 88-128 від 28 червня 1988 року, він все ще використовується, і регулює, між іншим, заробітну плату робітників і підтримку інфраструктури, він має кілька спільних рис з конвенцією червня 1959 року.
Від грудня 1990 року SNTF стає EPIC компанією.

### Сучасність

Залізничний міст в Beni Amrane

Великі інвестиційні програми для поліпшення алжирської залізничної мережі були розпочаті після 1980 року, наприклад створення гілки Jijel—Ramdane-Djamel (140 км або 87 mi), залізниця в місцевості Бені-Саф, особливо для цементного заводу (23 км або 14 mi), а також до районів міст Saïda (23 км) та Aïn Touta (15 км або 9,3 mi).
На додаток до цього, близько 1400 км (870 mi) магістралі було відновлено, як баластна призма, так і шпали, а також подвоєні рейкової колії на Rocade Nord в Алжирі (близько 200 км або 120 mi). На багатьох залізничних станціях по всій країні була проведена модернізація, або навіть реконструкція, було також багато покращень залізничної колії, особливо в безпосередній близькості від Алжиру та Аннаби.
Нова, окрема організація, Anesrif, була створена для управління інвестиціями в залізничну інфраструктуру, в той час як SNTF концентрується на операціях «день-в-день» (day-to-day). Anesrif було нагороджено низкою контрактів на будівництво нової інфраструктури і модернізації існуючих гілок, в тому числі на будівництво одноколійної гілки від Релізан до Тіарет та Тіссемсілт, що є складовою частиною магістралі High Plateau line.

## Рухомий склад
SNTF має:
- 222 локомотивів
- 9'855 вагонів
- 440 пасажирських вагонів

### Типи локомотивів що використовуються

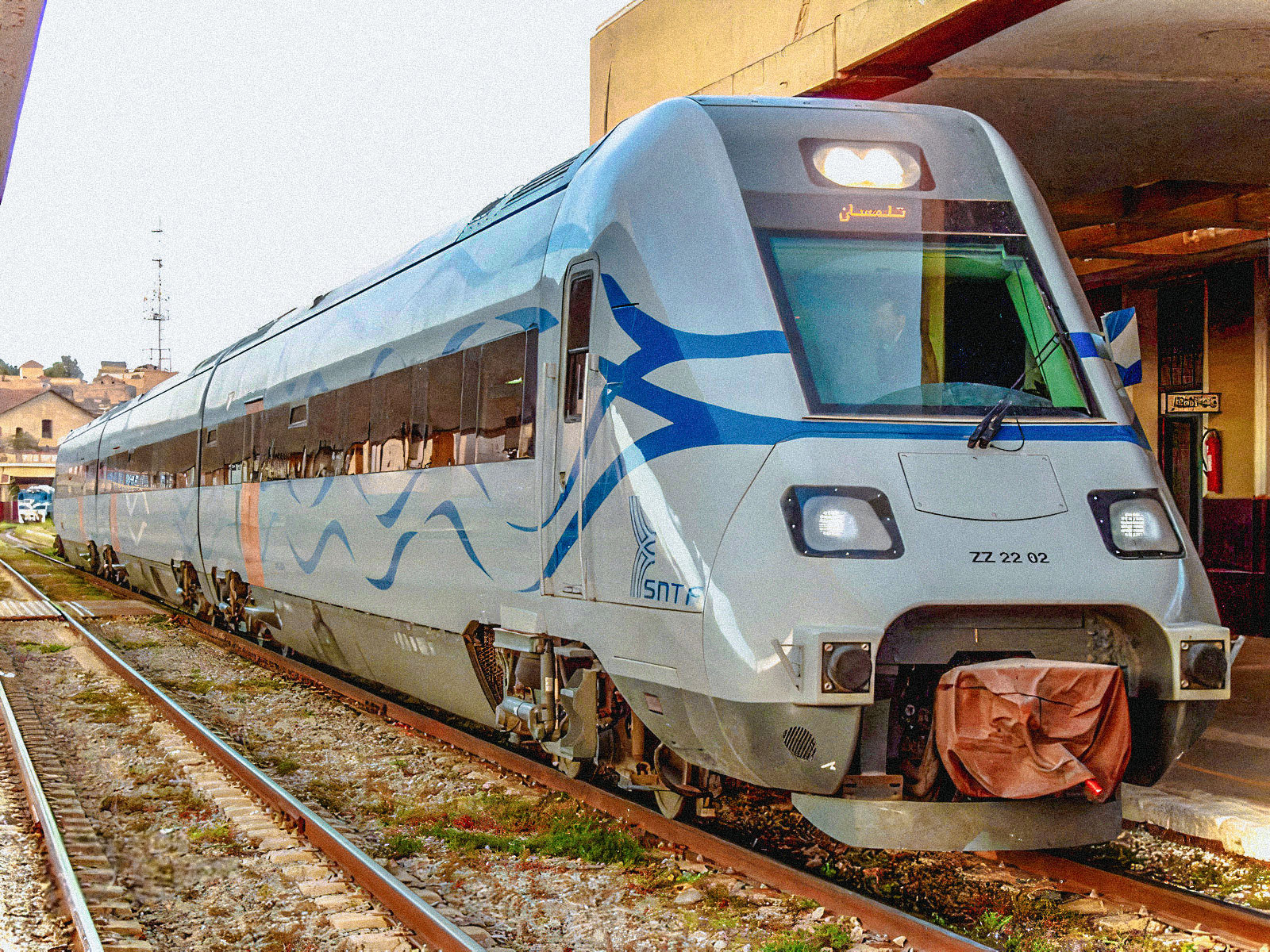
Дизельавтомотриса ZZ 2202 компанії SNTF на станції м. Сіді-Бель-Аббес

#### дизельні
- 600DA-LEW 346
- 600DB-LEW 349
- Тепловози Classe 060 DD — General Motors EMD GT 26 W
- Тепловози Classe 060 DF — General Motors EMD GT 26 CW
- Тепловози Classe 060 DG — General Motors Canada GT 26 W
- Тепловози Classe 060 DH — General Motors Canada GT 22 CWP
- Тепловози Classe 060 DL — General Motors EMD GT 26 W
- Тепловози Classe 060 WDK
- Тепловози Classe 060 DJ — General Electric U 18
- Тепловози Classe 060 DM — General Motors EMD GT 26 HCW
- Тепловози Classe 040 DH
- Тепловози Classe 060 DP — General Motors EMD GT 26 HCW
- Автомотриси ZZN 200 — Fiat з подвійною кабиною

##### вузькоколійні
- Тепловози Classe 040 YDA — General Motors EMD GL 18 M
- Тепловози Classe 060 YDD — General Motors Canada GT 18 LC
- Тепловози Classe 060 WDK — General Motors EMD GL 18 M

#### електричні
- Електровози Classe 6CE до 3kV постійного струму
- Електровози Classe 9CE — LEW 171

## Залізничні лінки до сусідніх країн
Колії стандартного «калібру» 1,435 мм (4 ft 8 1⁄2 in) були побудовані до обох сусідніх країн Марокко і Тунісу. Проте, кордон з Марокко був невдовзі закритий.

## Встановленні зв'язки
SNTF є членом наступних організацій:
- Union Internationale des Chemins de fer (UIC)
- Union of African Railways (UAR)[en]
- l'Union arabe des chemins de fer (UACF) (Arab Union of Railways)
- Comité du Transport Ferroviaire Maghrebin (CTFM) (засідання цієї організації відбуваються в Алжирі)